# Trolleybus du Mans
Le trolleybus du Mans était un réseau de transports en commun de la ville française du Mans, dans le département de la Sarthe. Le réseau de trolleybus est mis en service en 1944, en remplacement d'une partie du réseau de l'ancien tramway du Mans, fonctionnant jusqu'en 1969.

## Histoire
Dès 1933, la Compagnie de l'Ouest Électrique (COE), qui exploitait alors l'ancien tramway du Mans, avait expérimenté un trolleybus, type Vétra CS 60, en prélude à la négociation d'une nouvelle convention, entérinée par décret du 10 juillet 1936. Dans ce nouveau cadre, le réseau existant restait exploité aux risques et périls de la COE, mais la création de nouvelles dessertes se ferait dans le cadre d'un compte de gestion. La transformation progressive du réseau vers une exploitation par trolleybus ou autobus y était prévue.
Pendant la Seconde Guerre mondiale fut à nouveau étudiée la solution d'une exploitation par trolleybus, et la COE commanda dès septembre 1941 dix exemplaires du tyce C unifié de Vétra (ou CS60), et les lignes électriques furent montées par l'entreprise Trindel.
La mise en service intervint le 24 février 1944, sur la ligne Pontlieue — Hôpital, où la vitesse commerciale atteignait désormais 14 km/h, amenant à décider le remplacement des dernières lignes de tramways urbains par des trolleybus. La circulation des tramways, qui avait été maintenue pendant le montage des lignes de trolleybus, prendra donc fin le 12 novembre 1947.
L'exploitation des trolleybus cessera en mai 1969, les véhicules type C de 1941 ayant parcouru environ 700 000 km et les type B (ou VBR et VBRh), acquis en 1946 et 1950, ayant, eux, parcouru environ 950 000 km.

## Lignes
- B : Gare - Léon-Bollée
- M : Gare - Maillets
- P : Hôpital - Pontlieue

## Matériel roulant
À son apogée, le parc comprend 18 voitures :
- 10 Vétra CS60 (2 sont cédés au réseau de Limoges en 1952).
- 6 Vétra VBR (livrés en 1946).
- 2 Vétra VBRh (livrés en 1950).

## Annexe